# Ричардс, Уильям Трост
Уильям Трост Ричардс (англ. William Trost Richards; 3 июня 1833, Филадельфия — 17 апреля 1905) — американский художник. Картины Ричардса имеются во многих ведущих музеях США, включая музей Метрополитен-музей в Нью-Йорке.
Ричардс примыкал к Гудзонской школе и впервые принял участие в выставке в 1858 городе в Нью-Бедфорде — выставка была организована Альбертом Бирштадтом. Известен, прежде всего, как автор акварельных пейзажей — в 1870-е годы обычно горных (виды Белых гор в штате Нью-Гемпшир), затем в большей степени морских. Работы Ричардса приближались к фотографической точности.
Умер 17 апреля 1905 года, похоронен в Филадельфии на городском кладбище Laurel Hill Cemetery (англ.). Жена — Анна Матлак (1835—1900), дочь — Элеонора (1862—1954).

## Галерея
- Пейзаж (1851)
- Бабье лето (1875), Метрополитен-музей, Нью-Йорк
- В Адирондакских горах (1857),
- Февраль (1885; иллюстрация из книги 1893 года издания)
- Лесной пейзаж (рисунок углём и мелом на бумаге, ок. 1865), Бруклинский музей, Нью-Йорк
- «Правда о природе» (1850-е), акварель, Музей Флоренс Грисуолд, Олд-Лайм, штат Коннектикут.
- Скалы на берегу острова Гернси, (1897), акварель.
- Скалы Корнуолла (1902), акварель, частное собрание.
- Закат над горой Чокоруа, штат Нью-Гэмпшир (1872), акварель, Метрополитен-музей, Нью-Йорк.